# Mimoň (nádraží)
Mimoň je železniční stanice v západní části stejnojmenného města v okrese Česká Lípa v Libereckém kraji nedaleko řeky Ploučnice. Leží na jednokolejné neelektrizované trati Liberec – Česká Lípa.

## Historie

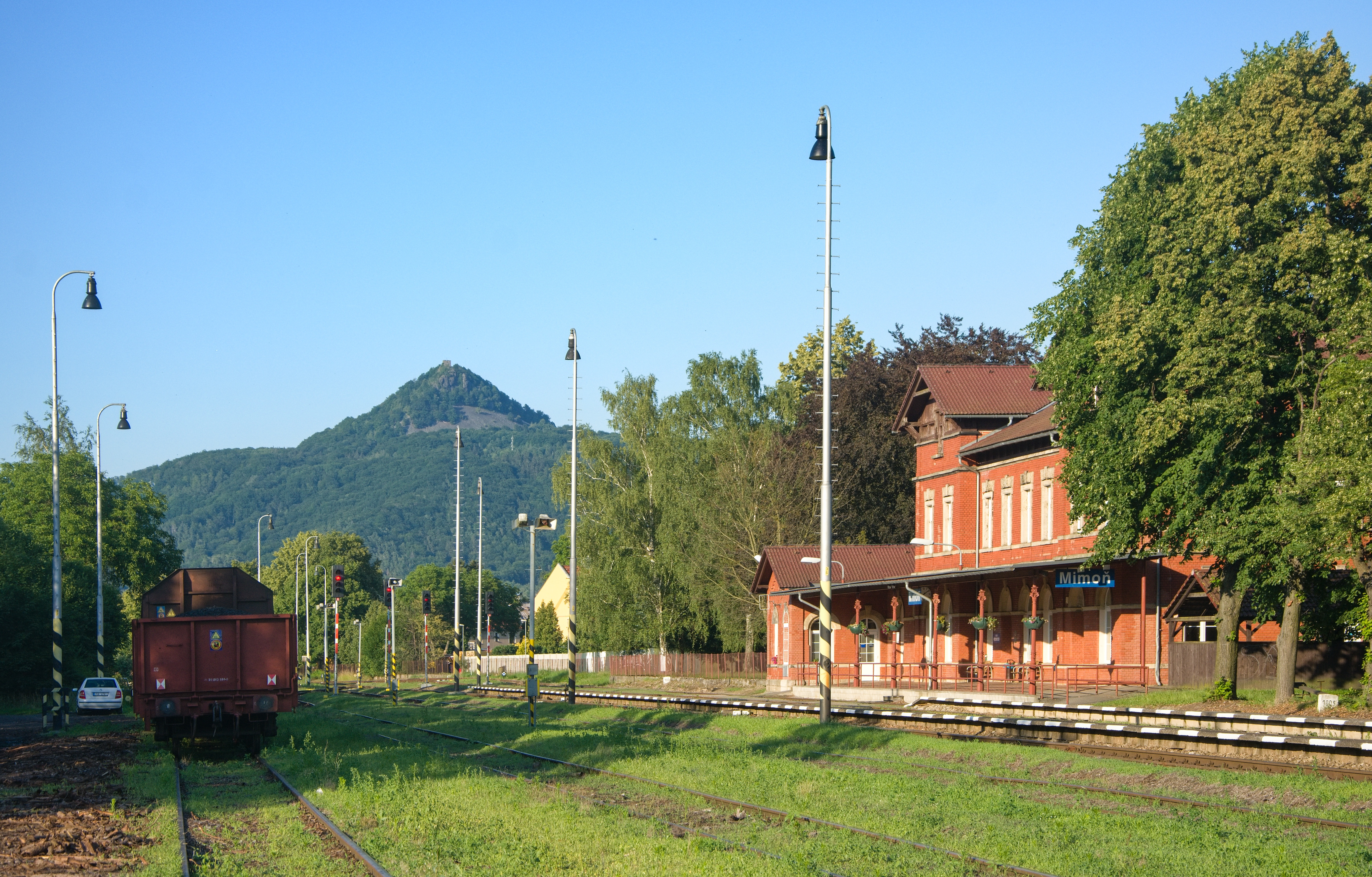
Kolejiště stanice, v pozadí Ralsko

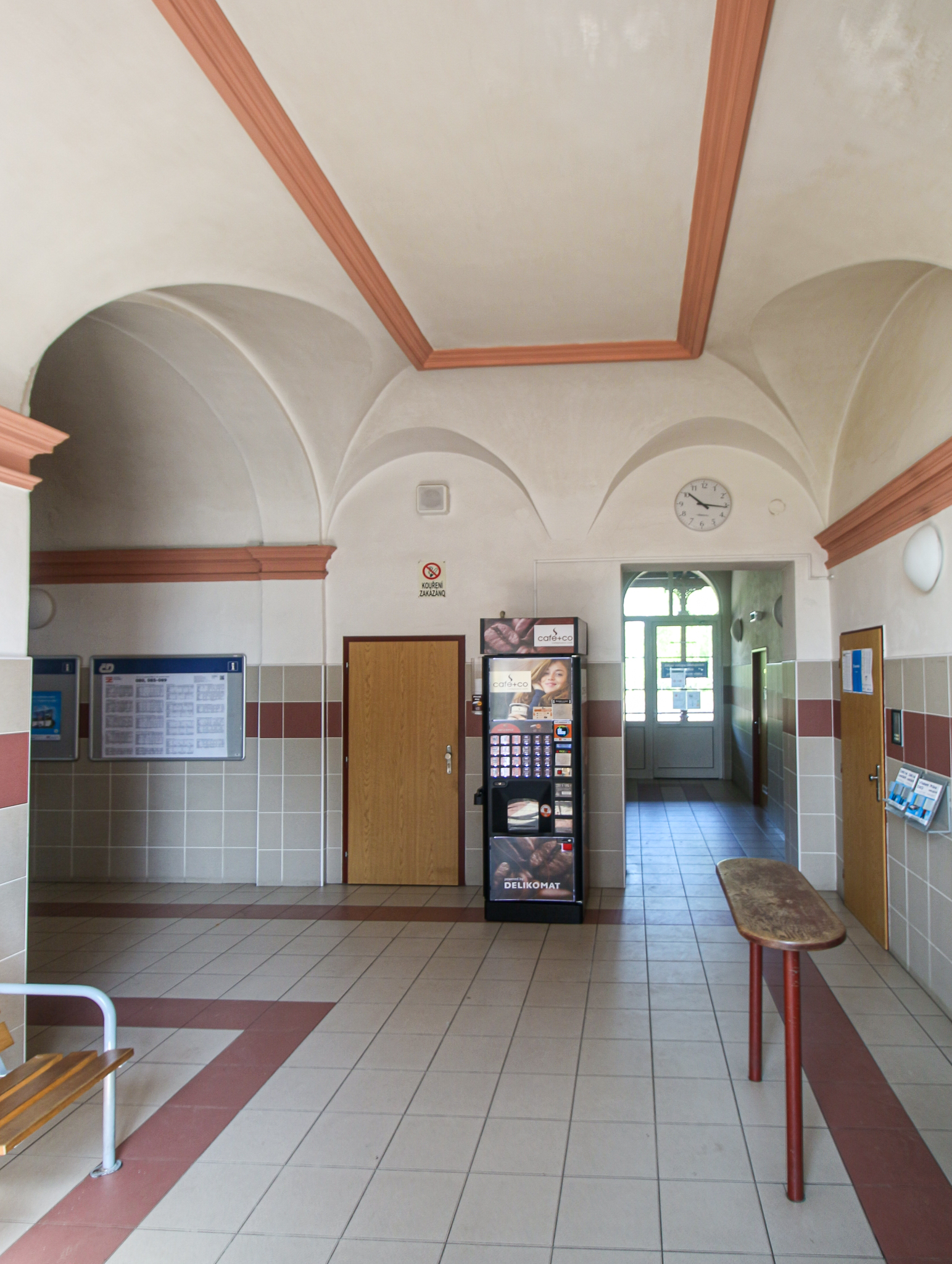
Nádražní hala s čekárnou

První nádraží vzniklo v jihozápadní části města s budováním trati společnosti Rakouská společnost místních drah (ÖLEG) z vlastního nádraží v České Lípě 1. listopadu 1883.
Druhá stanice byla otevřena 16. září 1900 společností Ústecko-teplická dráha (ATE), která původní trať odkoupila a zabudovala do nového projektu, vedoucí z České Lípy do Liberce. Nádraží vzniklo dle typizovaného předpisu drážních budov ATE.
Po zestátnění Ústecko-teplické dráhy k 1. lednu 1923 správu přebraly Československé státní dráhy.
V roce 2016 zvítězilo mimoňské nádraží v anketě Nejkrásnější nádraží roku.

## Popis
Nacházejí se zde tři nekrytá vnitřní jednostranná nástupiště, k příchodu na nástupiště slouží přechody přes koleje.